# Груев, Пётр Дмитриевич
Пётр Дмитриевич Груев (болг. Петър Груев; 3 июля 1855 — 9 февраля 1942) — болгарский военный деятель, участник русской-турецкой войны 1877—1878 годов и сербско-болгарской войны 1885 года, руководитель переворота 9 августа 1886 года, генерал-лейтенант Русской императорской армии.

## Биография
Пётр Дмитриевич Груев родился в Бессарабии в семье болгарских переселенцев из Пирота в 1855 году.
Получил образование в южнославянском пансионе в г. Николаеве, где окончил курс реального училища. Военное образование получил в 2-м военном Константиновском училище (1877) и Михайловской артиллерийской академии (1883).
Принимал участие в русско-турецкой войне 1877—1878 годов и в сербско-болгарской войне 1885 года. В сербско-болгарской войне в чине майора (с 9 сентября 1885) командовал артиллерийским полком и резервом под городом Пиротом.
По окончании войны майор Груев назначен начальником Софийского военного училища (18 декабря 1885).
Провозглашённый главнокомандующим армии, он стал во главе движения против Баттенберга и 9 августа 1886 года лично арестовал князя Александра. Неудачно кончившееся движение привело к тому, что Груев вместе с капитаном А. Ф. Бендеревым были арестованы.
После освобождения эмигрировал в Россию. 22 апреля 1887 года зачислен в русскую армию с прикомандированием к Главному штабу; 11 января 1895 года с производством в подполковники назначен столоначальником Главного штаба, а с 6 марта 1902 года в чине полковника (произведён 23 февраля 1901) — начальник отделения. Генерал-майор (31 мая 1907).
9 мая 1908 года Груев был назначен начальником Оренбургской местной бригады, а 6 июня 1911 года вышел в отставку с производством в генерал-лейтенанты, мундиром и пенсией.
После Великой Октябрьской социалистической революции Груев вступил в Красную Армию, получив в 1925 году два «ромба» в петлицы (при отсутствии воинских званий соответствует введённому десять лет спустя званию комдива).
Пётр Дмитриевич Груев умер 9 февраля 1942 года в городе Туле.

## Награды
- Орден Святой Анны 4-й степени с надписью «За храбрость» (1877)
- Орден Святого Станислава 3-й степени с мечами и бантом (1878)
- Орден Святой Анны 3-й степени с мечами и бантом (1879)
- Орден Святого Станислава 2-й степени (1889)
- Орден Святой Анны 2-й степени (1894)
- Орден Святого Владимира 4-й степени (1898)
- Орден Святого Владимира 3-й степени (1904)
- Орден Святого Станислава 1-й степени (1910)